# Claude Roiron
Claude Roiron (ur. 31 maja 1963 w Tours) – francuska polityk, nauczycielka i działaczka samorządowa, wieloletnia zastępczyni mera Tours, w latach 2008–2011 przewodnicząca rady departamentu Indre i Loara.

## Życiorys
Studiowała na uniwersytetach w Tours, Nantes i na Sorbonie. Pracowała jako nauczyciela i urzędniczka inspekcji oświatowej. W 1995 została powołana na stanowisko zastępcy mera Tours. Rok później wstąpiła do Partii Socjalistycznej, współpracowała z Laurentem Fabiusem i Jackiem Langiem. Kilkakrotnie (pierwszy raz w 1997) ubiegała się o mandat poselski, każdorazowo przegrywając z centroprawicowym kandydatem Philippe’em Briandem. W 1998 po raz pierwszy uzyskała mandat radnej departamentu. W 2008 objęła stanowisko przewodniczącej rady, funkcję tę utraciła jednak w 2011.